# Bad Reputation (album)
Bad Reputation – debiutancki album studyjny amerykańskiej gitarzystki i wokalistki Joan Jett, oryginalnie wydany niezależnie w 1980 r. pod tytułem Joan Jett, a w 1981 r. wznowiony jako Bad Reputation. Był to pierwszy album Jett po rozpadzie jej poprzedniego zespołu, The Runaways.

## Lista utworów
| 1.  | „Bad Reputation (Joan Jett, Ritchie Cordell, Kenny Laguna, Marty Joe Kupersmith) | 2:49  |
|     |                                                                                  |       |
| 2.  | „Make Believe” (Joey Levine, Bo Gentry)                                          | 3:11  |
|     |                                                                                  |       |
| 3.  | „You Don’t Know What You’ve Got” (Jett, Cordell, Laguna)                         | 3:44  |
|     |                                                                                  |       |
| 4.  | „You Don’t Own Me” (John Madara, David White)                                    | 3:27  |
|     |                                                                                  |       |
| 5.  | „Too Bad on Your Birthday” (Charlie Karp, Arthur Resnick)                        | 2:58  |
|     |                                                                                  |       |
| 6.  | „Do You Wanna Touch Me (Oh Yeah)” (Gary Glitter, Mike Leander)                   | 3:48  |
|     |                                                                                  |       |
| 7.  | „Let Me Go” (Jett, Cordell, Laguna)                                              | 2:42  |
|     |                                                                                  |       |
| 8.  | „Doing All Right with the Boys” (Glitter, Leander)                               | 3:38  |
|     |                                                                                  |       |
| 9.  | „Shout” (O’Kelly Isley, Ronald Isley, Rudolph Isley)                             | 2:48  |
|     |                                                                                  |       |
| 10. | „Jezebel” (Jett, Laguna)                                                         | 3:28  |
|     |                                                                                  |       |
| 11. | „Don’t Abuse Me” (Jett)                                                          | 3:38  |
|     |                                                                                  |       |
| 12. | „Wooly Bully” (Domingo Samudio)                                                  | 2:20  |
|     |                                                                                  |       |
|     |                                                                                  | 38:31 |
|     |                                                                                  |       |